# (24847) Polesný
(24847) Polesný, désignation internationale (24847) Polesny, est un astéroïde de la ceinture principale.

## Description
(24847) Polesny est un astéroïde de la ceinture principale. Il fut découvert le 26 novembre 1995 à l'Observatoire Kleť par l'Observatoire Kleť. Il présente une orbite caractérisée par un demi-grand axe de 2,40 UA, une excentricité de 0,21 et une inclinaison de 2,2° par rapport à l'écliptique.

## Compléments